# Roberto Turri
Roberto Turri (San Bonifacio, 14 febbraio 1974) è un politico italiano.

## Biografia
Iscritto alla Lega Nord, dal 2009 al 2019 è sindaco di Roncà, per poi essere eletto consigliere comunale e nominato assessore nel 2019.
Alle elezioni politiche del 2018 è eletto deputato della Lega. È membro, dal 2018, della II Commissione giustizia nonché segretario-membro della Commissione sull’attuazione del federalismo fiscale e, dal 2019, della Commissione parlamentare di inchiesta sulla morte di Giulio Regeni.